# Alex Kanaar
Pas d'image ? Cliquez ici

a Compétitions nationales et continentales officielles uniquement.

b Matchs officiels uniquement.
Dernière mise à jour le 16 novembre 2021.
Alex Kanaar, né le 4 mars 1983 à Nowra, est un joueur australien de rugby à XV ayant joué avec l'équipe d'Australie et les New South Wales Waratahs. Il évolue au poste de troisième ligne aile.

## Carrière

### En club
- New South Wales Waratahs

Il a débuté en 2004 avec la province de New South Wales et en 2005 avec les Waratahs. Il dispute le Super Rugby, jouant 26 matchs entre 2004 et 2008.

### En équipe nationale
Il a eu sa première et unique sélection avec l' équipe d'Australie le 3 septembre 2005 contre l'équipe de Nouvelle-Zélande.

## Palmarès

### En club et province
- 24 sélections en province  avec New South Wales
- 26 matchs de Super 12/14  avec les Waratahs

### En équipe nationale
- Nombre de matchs avec l'Australie : 1 en 2005  (+ 2 sélections avec l’équipe A)